# Autophila cataphanes
Autophila cataphanes är en fjärilsart som beskrevs av Jacob Hübner 1818. Autophila cataphanes ingår i släktet Autophila och familjen nattflyn. Inga underarter finns listade i Catalogue of Life.